# MACS1149-JD1

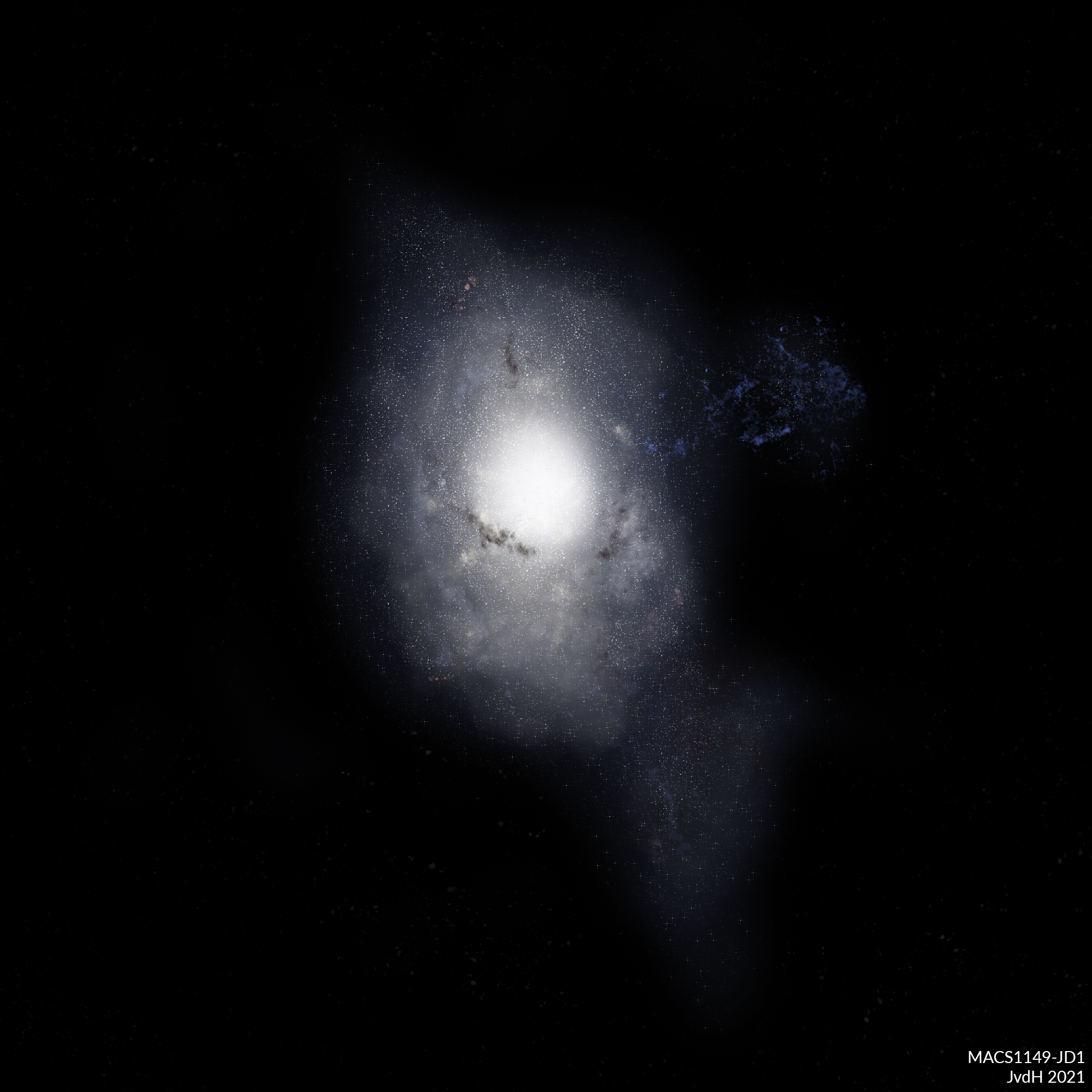
MACS1149-JD1. Враження художника.

MACS1149-JD1 — галактика, найвіддаленіший від Землі зареєстрований астрономічний об'єкт станом на травень 2018 року. Відстань до якої дорівнює 13,28 млрд св.р..
Японські вчені виявили обертання цієї галактики. Швидкість її обертання набагато менша, ніж у Чумацького Шляху. Галактика MACS1149-JD1 відкрита у 2018 році. Вона утворилася вже через 500 млн років після Великого вибуху.